# Porsche Cayman
El Porsche Cayman es un automóvil deportivo de lujo de dos asientos con tracción trasera y motor en posición central producido por Porsche AG de Alemania desde el año 2005. Es un cupé derivado del convertible Boxster. A mediados de 2016 el Cayman pasó a denominarse 718 Cayman. 
Hasta ahora se ha fabricado en tres generaciones:
- Porsche Cayman (Tipo 987c) (2005-2013)
- Porsche Cayman (Tipo 981c) (2013-2016)
- Porsche 718 Cayman (Tipo 982) (desde 2016)

Entre sus rivales se encuentran el Alfa Romeo 4C, el Alpine A110, el Audi TT, el BMW Z4, el Mazda MX-5, el Nissan Fairlady Z , el Subaru BRZ, el Mercedes-Benz Clase SLC y el Toyota GT86.

## Primera generación. Tipo 987 (2005-2013)

### Cayman

#### Características
Los motores planos de 6 cilindros de los modelos Cayman se beneficiaron del "VarioCam Plus", un sistema de sincronización variable de admisión y elevación de las válvulas, que optimizaba el par en el rango de baja velocidad y aumentaba la potencia a alta velocidad, al tiempo que reducía el consumo. El Cayman obtenía su potencia de un motor bóxer plano de 6 cilindros de 245 CV (180 kW) o 265 CV (195 kW) después del rediseño de 2009, con una cilindrada de 2,7 litros (2,9 litros después de 2009). Alcanzaba un par máximo de 273 N·m (300 N·m después de 2009).
En su versión original, el Cayman estaba equipado con un caja de cambios mecánica de cinco velocidades. Como opción, podía recibir el Sport Pack que ofrecía una caja de cambios manual de seis velocidades con una configuración más deportiva y el Porsche Active Suspension Management, o una caja de cambios automática Tiptronic S (opcional) con cinco opciones programadas con controles en el volante.
La caja de cambios Tiptronic S funcionaba casi sin saltos de potencia, requiriendo tan solo 0,2 segundos entre marcha y marcha. La activación del Sport Chrono Pack opcional hacía que el cambio fuese aún más deportivo. En modo manual, también se controlaba el cambio automático a la marcha más alta.
Dependiendo del estilo de conducción y la situación, así como del modo elegido ("Normal" o "Sport"), la fuerza de amortiguación se regulaba de forma activa y permanente, individualmente en cada rueda.
Una aleta integrada se desplegaba a 120 km/h para disminuir la elevación del eje trasero.
En su versión original, el Cayman estaba equipado con llantas de 17 pulgadas especialmente diseñadas para este modelo.
El maletero delantero ofrece un volumen de carga de 150 litros, el maletero trasero de 260 litros, con un volumen total de 410 litros.

#### Porsche Active Suspension Management(PASM)
Con este sistema, una serie de sensores evalúan los movimientos normales del tren de rodaje y de la carrocería (especialmente en aceleraciones fuertes, en desaceleración o con firmes irregulares). También se procesan varias señales, como la aceleración transversal, el ángulo de dirección, la presión de frenado y el par motor. Estos valores son analizados por la unidad PASM, que luego identifica la conducción y regula la amortiguación de acuerdo con el modo elegido, "Normal" o "Sport".
Dependiendo del estilo de conducción y de la situación, así como del modo elegido ("Normal" o "Sport"), la fuerza de amortiguación se regula de forma activa y permanente, individualmente en cada rueda.

### Cayman S

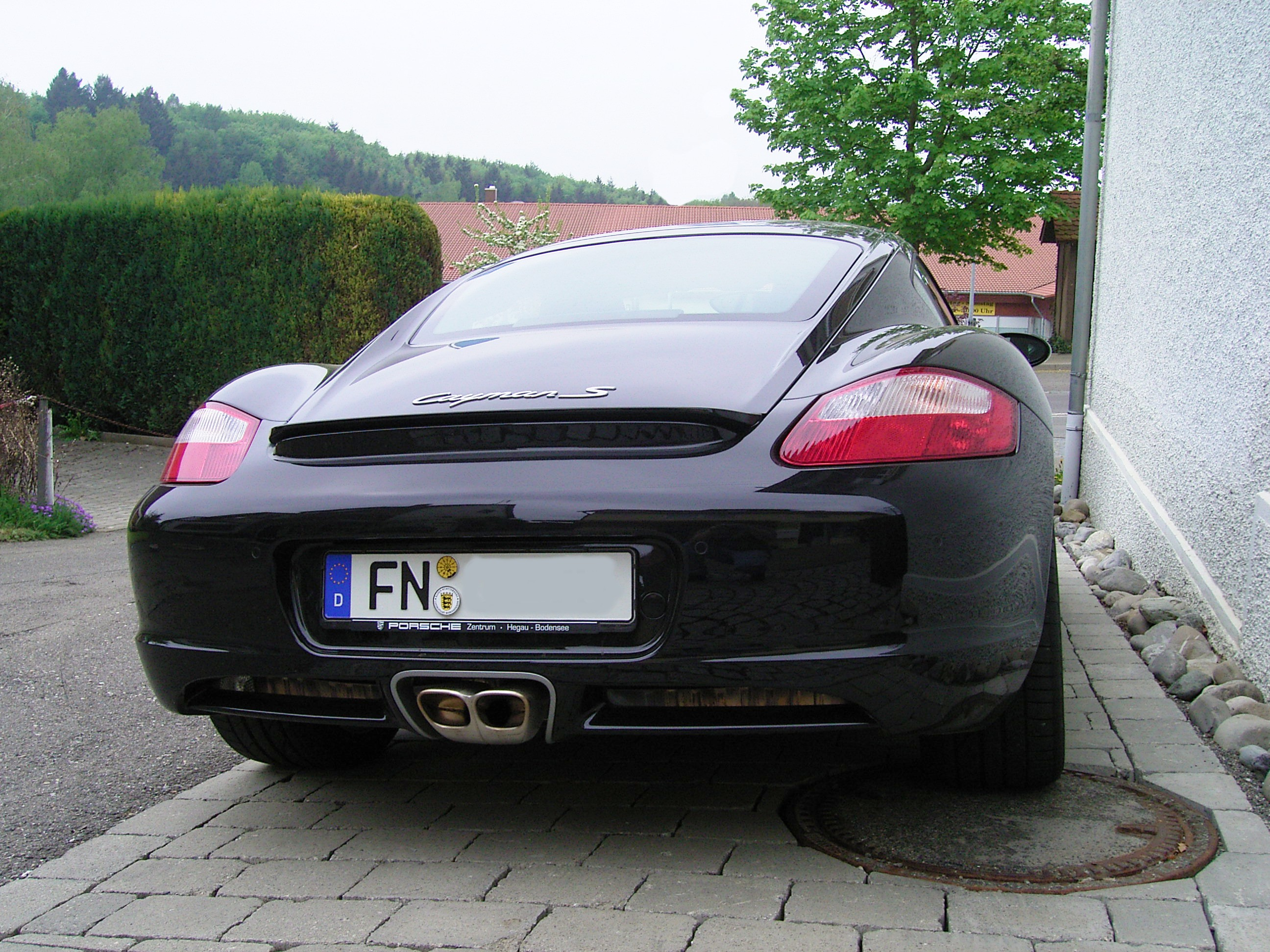
Escape doble del Cayman S

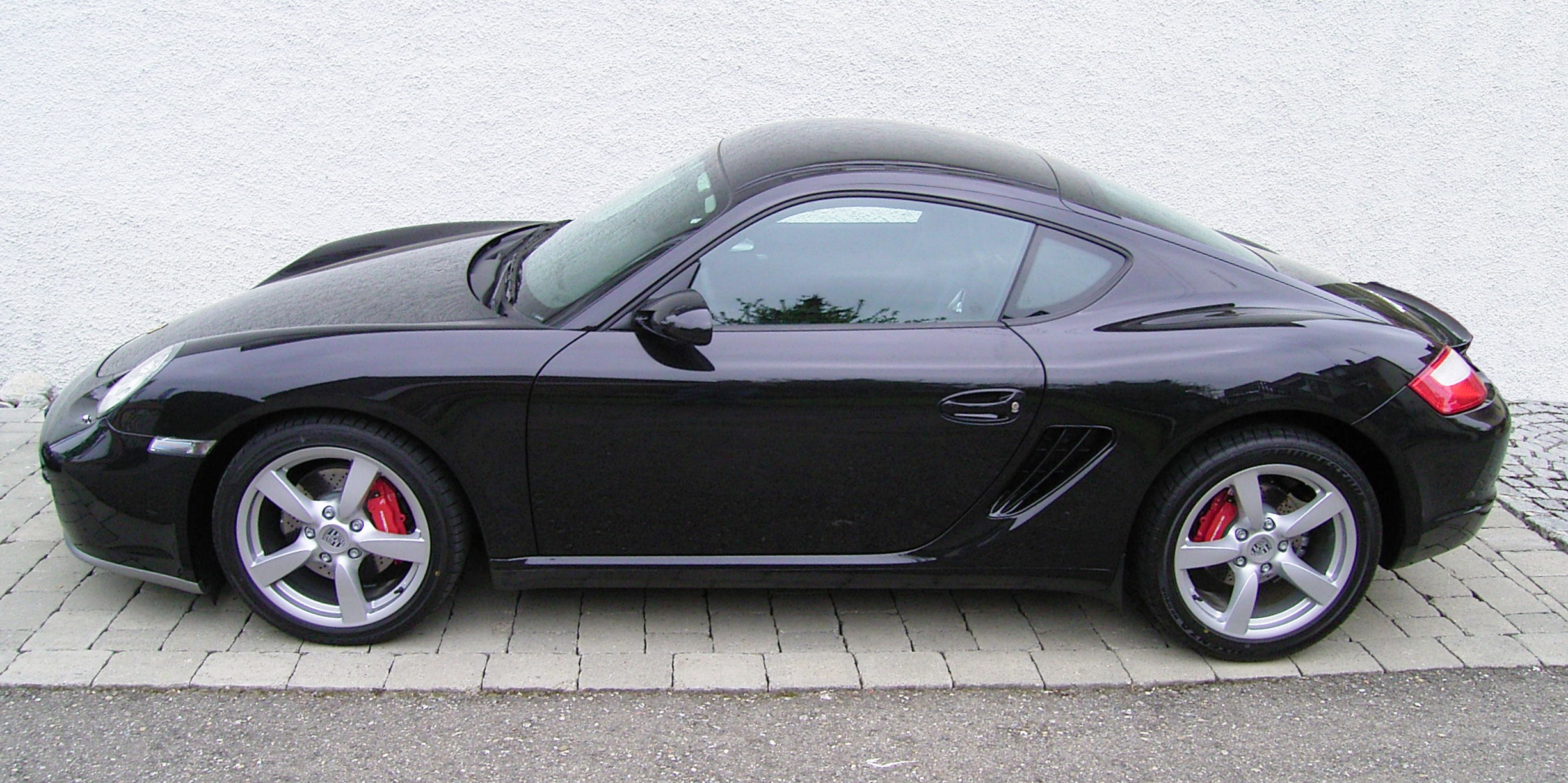
Llantas de 18" y bloques de freno en rojo de la versión S

#### Características
El Cayman S está diseñado para optimizar la potencia de su motor bóxer plano de 6 cilindros, que rinde 295 CV (217 kW) o 320 CV (235 kW) después del rediseño de 2009, con una cilindrada de 3.4 litros. Su par máximo de 340 N·m (370 N·m después de 2009) está disponible entre 4400 y 6000 rpm. El sistema VarioCam Plus optimiza el par a bajas revoluciones y maximiza la potencia a altas revoluciones.
El Cayman S pasa de 0 a 100 km/h en 5,4 segundos (5,2 después de 2009) y puede alcanzar una velocidad máxima de 275 km/h.
En comparación con la versión básica del Cayman, se puede observar que la cilindrada cambió de 2687 cm3 a 3387 cm3, lo que resulta en un aumento en la potencia que pasó de 245 CV a 295 CV, y en la velocidad máxima, que se incrementó de 258 km/h a 275 km/h.
A pesar de un aumento de 50 kg en el peso del automóvil, la versión S alcanzaba los 100 km/h en 0,5 segundos menos que la versión básica.
El Cayman S recibió una caja de cambios mecánica de seis velocidades como estándar y una caja Tiptronic S automática de cinco velocidades opcional, con controles en el volante también como opción.

#### Diseño
Visualmente, el Cayman S difiere del modelo base en los labios del alerón delantero pintados en el color de la carrocería, y en un escape doble. Los discos perforados y ventilados son más grandes que en el Cayman clásico. Las pinzas monobloque de aluminio de cuatro pistones del Cayman S están pintadas de rojo.
La deportividad está subrayada por la inscripción "Cayman S" en las tiras del umbral de la puerta. El volante, la palanca de cambios y el freno de mano, las manijas de cierre y los compartimentos de las puertas y de la consola central están equipados con cuero.
En su versión original, el Cayman S disponía de llantas de 18 pulgadas con cinco radios, inspiradas en el diseño de las llantas del Porsche Carrera GT. Como opción, los modelos Cayman podían recibir llantas de 19 pulgadas.

#### Cayman S Design Edition
Comercializado en noviembre de 2007, el Cayman S "Porsche Design Edition 1" es una serie limitada de 777 unidades. Se distingue por
- Color negro y 3 bandas negras mate con el rótulo "Porsche Design Edition 1"
- Umbrales de las puertas marcados con "Porsche Design Edition 1"
- Interior de cuero negro con los asientos con el logo de Porsche en el reposacabezas
- Unidades de luces traseras rojas
- Volante deportivo de tres radios. Las palancas de cambio y freno de mano, así como el forro del techo cubierto con Alcántara de color negro
- Los diales del tablero presentan un diseño inspirado directamente en el de los cronógrafos de Porsche Design
- Chasis rebajado 10 mm
- Llantas de 19" Turbo con la pista ensanchada 5 mm
- PASM como estándar

El Cayman S "Porsche Design Edition 1" se entregó con un estuche que contenía accesorios Porsche Design (una estilográfica, un llavero, gafas de sol, un cronógrafo y una navaja de bolsillo negra). Es un homenaje directo al estudio de diseño Porsche Design y sus famosos cronógrafos. También se fabricaron un Boxster S «Porsche Design Edition 2» y un Cayenne S "Porsche Design Edition 3".

#### Cayman S Black Edition
El Cayman S salió en una edición limitada de 500 unidades con su librea negra bajo el nombre de "Black Edition". Tiene características mejoradas en comparación con el Cayman S, muy parecidas a las del Cayman R. Es completamente negro, incluidas las llantas de 19", los espejos y los tubos de escape.
Cayman S Sport

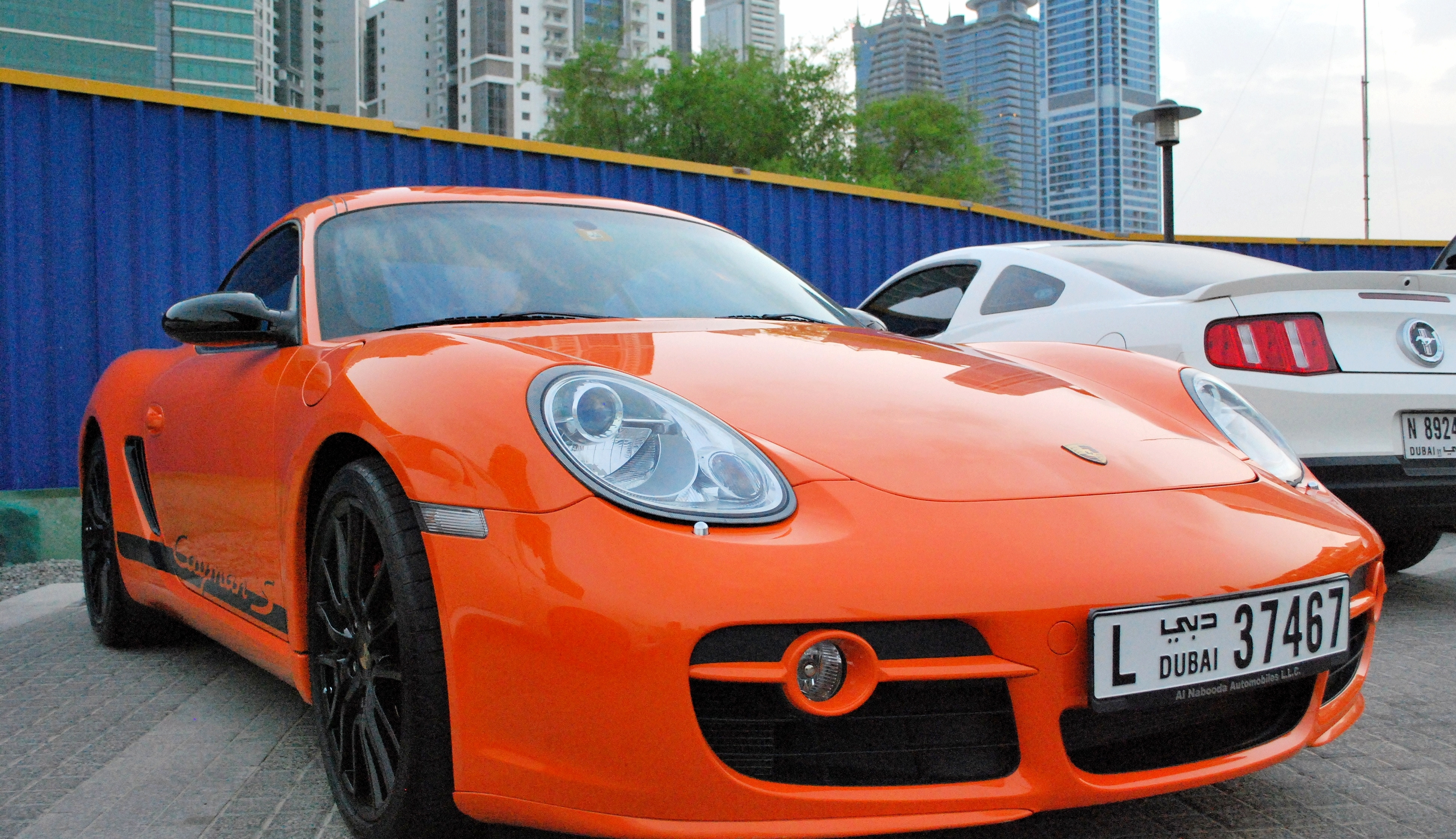
Porsche Cayman S Sport (2008-2009)

En julio de 2008 se lanzó una serie especial del Cayman S con 700 copias numeradas. Basado en el motor de 3,4 litros, estaba equipado de serie con PASM (Porsche Active Suspension Management), faros Bi-Xenón, el Chrono Sport Pack y escape deportivo, con una potencia de 303 caballos. También se mejoró el diseño interior: asientos "deportivos" y volante alcántara. La otra característica especial de esta serie limitada era ofrecer libreas en los colores de Porsche Competition: naranja, verde y amarillo. El Cayman S Sport también estaba disponible en rojo, blanco, negro y gris. Estaba marcado como "Cayman S" en los paneles laterales y una placa numerada unida a la guantera.

### Cayman R
El Cayman  'R' , que apareció en 2011, es una versión más deportiva y radical del Cayman S. Porsche solo produjo 1,621 coches de esta versión a nivel mundial.

#### Características
En comparación con el Cayman S, disponía de 10 CV más, reduciendo su peso en 55 kg y un perfil 20 mm más bajo. El chasis también se modificó. Con 330 CV y 1295 kg, mejoraba su relación peso/potencia (3,9). Esta reducción de peso se lograba, entre otras cosas, eliminando elementos de confort como la radio, el aire acondicionado y la guantera. El uso de puertas de aluminio, por otro lado, redujo el peso en 15 kg. Sus llantas de 19" heredadas del Boxster también tenían un diseño más liviano. Su alerón trasero negro era fijo, a diferencia de los otros modelos del Cayman.
Su consumo de combustible y emisiones de CO2 también se mejoraron en comparación con el Cayman S, con un consumo mixto de 9,7 L/100 km y 228 g/km de CO2.

#### Prestaciones
Alcanzaba 100 km/h en 5,0 s (4,4 s con PDK y Sport Chrono Package) y su velocidad máxima era de 282 km/h (280 km/h con PDK) lo que lo convertía en el Cayman más eficiente, casi igualando a su "hermano mayor", el Porsche 997.

#### Diseño
El color más característico de esta versión fue el color verde peridot, también el Carrera Blanco, Rojo, Negro y Plata. Todos presentaban una franja lateral negra con la inscripción "Porsche". Los espejos y tubos de escape también eran negros, así como un alerón fijo que lo hacía inmediatamente distinguible de otras versiones del Cayman.

## Segunda generación. Tipo 981 (2013-2016)
La segunda generación del Porsche Cayman (tipo 981) estuvo disponible en 4 versiones (Cayman, Cayman S, Cayman GTS y Cayman GT4). Presentado en el Salón del Automóvil de Los Ángeles en noviembre de 2012, estuvo disponible en el mercado desde marzo de 2013.

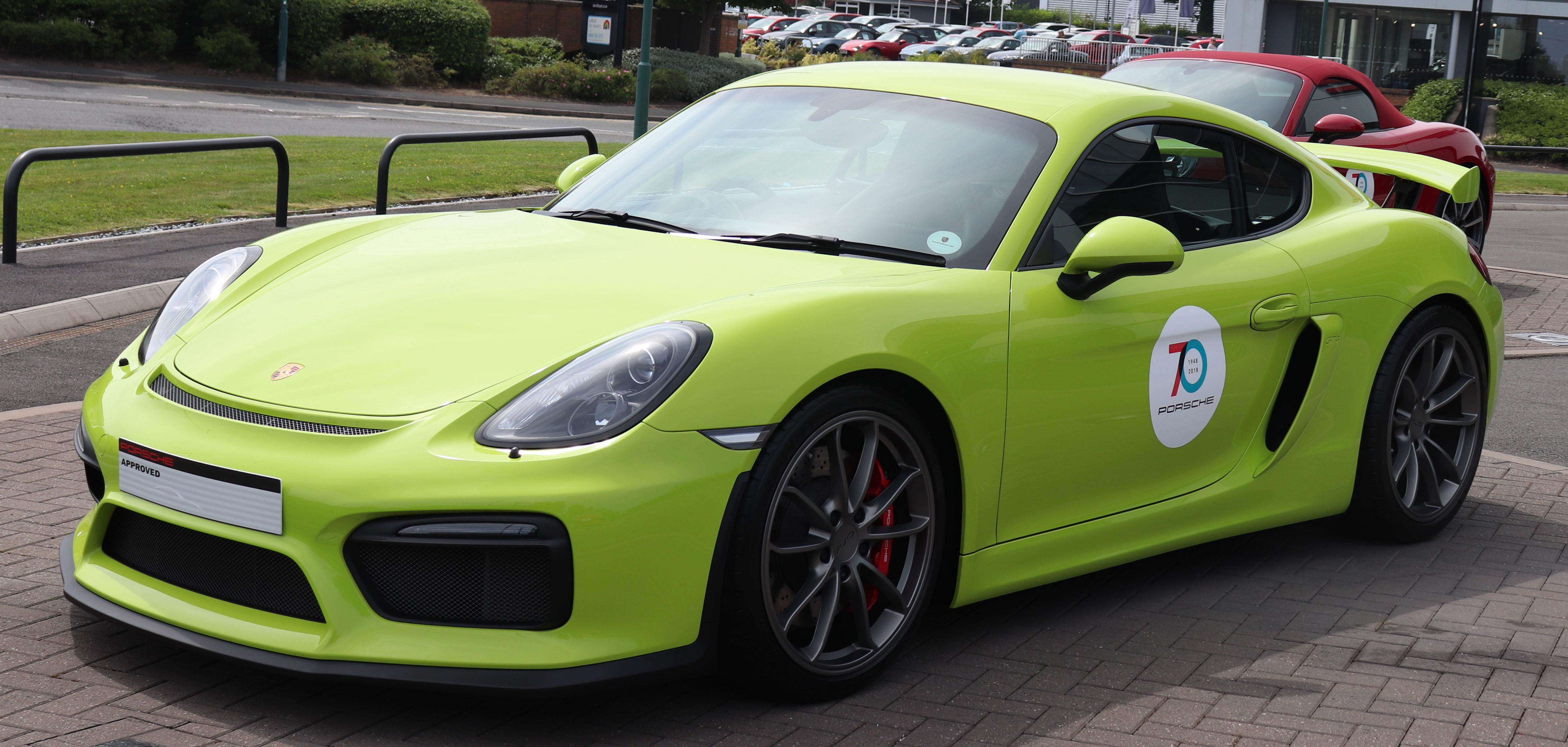
Porsche Cayman GT4 (981)

El 981 reflejaba el nuevo lenguaje de diseño del 911 (991) y del 918, y presentaba un motor nuevo y revisado, con una transmisión mejorada. Junto con una nueva carrocería, el tipo 981 presentaba un nuevo chasis un 40% más rígido a la torsión, la vía delantera era 40 mm (2 plg) más ancha, la trasera 18 mm (1 plg) más ancha y la distancia entre ejes se extendió 60 mm (2 plg), pero con una pequeña reducción de peso de hasta 35 kg (77 lb) en comparación con el tipo anterior del 987.
El modelo estándar estaba equipado con un motor bóxer de 6 cilindros de 2.7 litros, mientras que el modelo S estaba equipado con el anterior motor de 3,4 litros, pero con un rendimiento optimizado. Ambos motores estaban equipados con una caja de cambios manual de 6 velocidades y una caja de cambios de doble embrague PDK opcional de 7 velocidades. Los modelos manuales y automáticos estaban disponibles con varias opciones técnicas, incluyendo el sistema Porsche Torque Vectoring (PTV) y un Paquete Sport Chrono que incluía montajes de transmisión activos, haciendo que el modelo equipado con PDK fuera aún más rápido. Porsche afirmó que la nueva generación de modelos proporcionaba un ahorro de combustible del 15% sobre los modelos anteriores.
La gama se amplió en marzo de 2014 con la incorporación del derivado GTS, con parachoques delantero y trasero ligeramente modificados y una potencia adicional de 11 kW (15 CV; 15 HP) producida por su motor de 3,4 litros.
La segunda generación de Cayman se presentó en el 2012 Geneva Motor Show. La versión de producción del 981 Cayman se lanzó como modelo 2014 en la primavera de 2013. El nuevo automóvil estaba disponible tanto en el ajuste estándar con un motor de 2.7 litros como en el ajuste S con un motor de 3.4 litros. Ambas versiones están disponibles con una transmisión manual de 6 velocidades o una transmisión PDK de doble embrague y 7 velocidades.
El 981 Cayman presenta mejoras que incluyen un nuevo cuerpo, una distancia entre ejes más larga, una pista delantera más ancha, dirección eléctrica y un interior rediseñado que combina con los modelos 911 contemporáneos de la firma.
El nuevo modelo ganó el reconocimiento en la prensa automovilística como uno de los autos deportivos de mejor manejo a cualquier precio, debido a su diseño de motor medio y dinámica de conducción. El Cayman S se beneficia del mismo motor y tren de rodaje que la última versión de 3.4 litros del 911 de Porsche.

### Cayman
El modelo estuvo disponible en versión estándar con un motor de 2,7 l, en comparación con el motor de 2,9 l del modelo anterior. Esta versión disponía opcionalmente de una transmisión manual de 6 velocidades o de una transmisión de doble embrague PDK de 7 velocidades. El 981 tenía una nueva carrocería, con una distancia entre ejes más grande, pero todavía utilizaba un motor bóxer plano de seis cilindros.
El propulsor rendía 275 CV, 10 más que su predecesor a pesar de la reducción de la cilindrada. Aceleraba de 0 a 100 km/h en 5,7 s (en 5,4 s con el paquete Sport Chrono), y alcanzaba una velocidad máxima de 266 km/h.
El consumo mixto era de 8,4 L/100 km o de 7,9 L/100 km con la caja de cambios PDK.
El Cayman Type 981 estaba disponible en Francia desde 53 345 €.
En 2016 se rediseñó este modelo, pasando a llamarse Cayman 718, en homenaje al concepto presentado en Le Mans en 1957. El principal cambio consistió en la adopción de un motor bóxter de 4 cilindros.

### Cayman S
El modelo utilizaba un motor plano de 3.4L y 6 cilindros. Al igual que el Cayman "básico" estaba disponible con una caja de cambios manual de 6 velocidades o con una caja de cambios de doble embrague PDK de 7 velocidades.
El motor rinde 325 CV (50 más que el Cayman básico), y acelera de 0 a 100 km/h en 5 segundos (4,7 si se dispone del Sport Chrono Pack), y alcanzaba una velocidad máxima de 283 km/h.
El consumo combinado era de 9,0 L/100 km o de 8,2 L/100 km con la caja de cambios PDK.
El Porsche Cayman S estaba disponible en Francia desde 66 470 € (marzo de 2015).

### Caimán GTS
El Cayman GTS se lanzó en 2014, junto con el Boxster GTS. Tenía un motor 15 CV más potente que la versión S, un nuevo kit de carrocería, nuevas llantas de 20 pulgadas, faros bi-xenón y un nuevo sistema de escape. El motor rendía 340 CV, lo que le permitía al Cayman GTS acelerar de 0 a 100 km/h en 4,9 s con la caja de cambios manual o en 4,8 s con la caja de cambios PDK (4,6 s con el Sport Chrono Pack), y alcanzar una velocidad máxima de 285 km/h.
El consumo combinado era de 9,0 L/100 km y 8.2 L/100 km con la caja de cambios PDK.
El Porsche Cayman GTS estaba disponible en Francia desde 76 190 € (mayo de 2015).

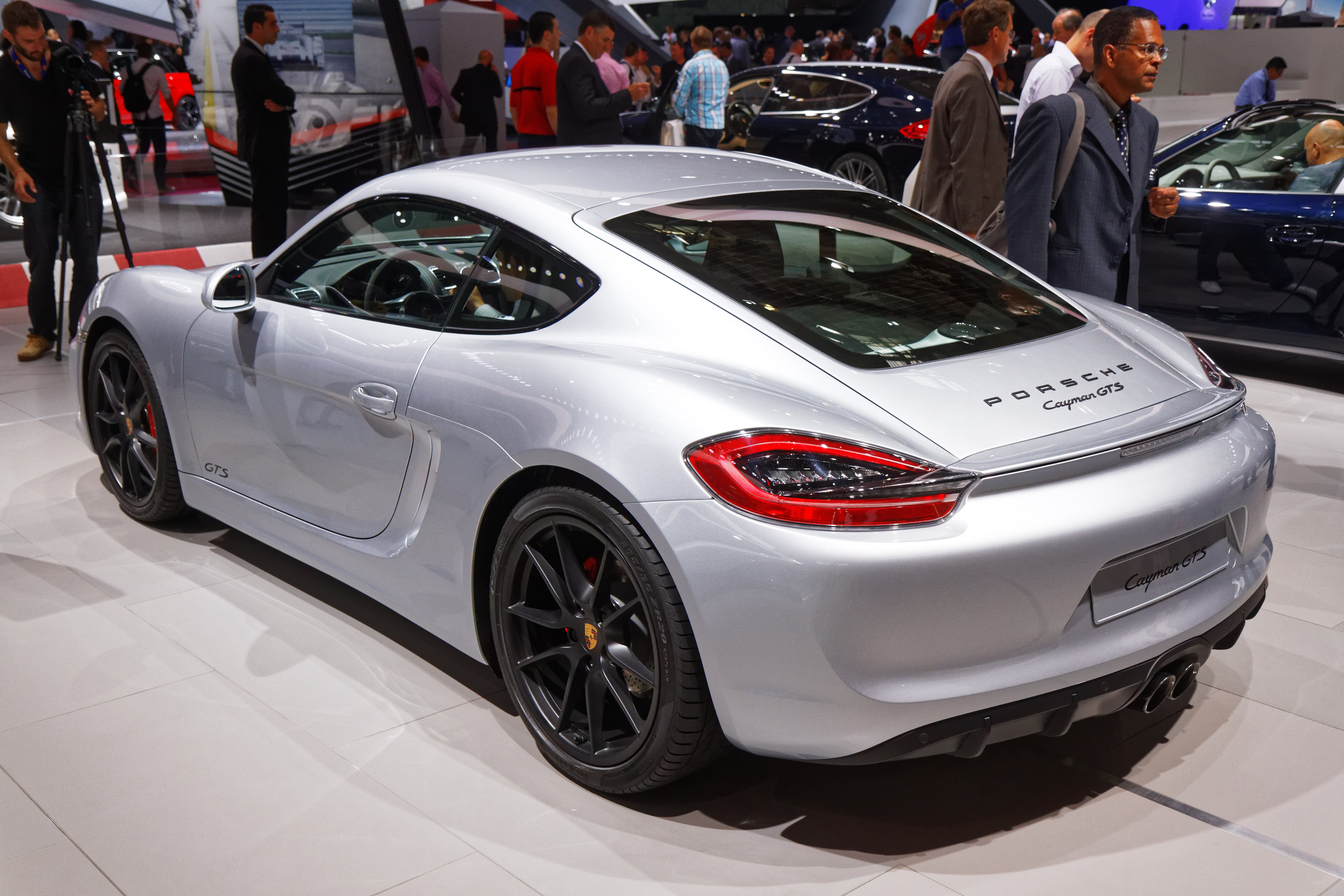
Porsche Cayman GTS

### Cayman GT4

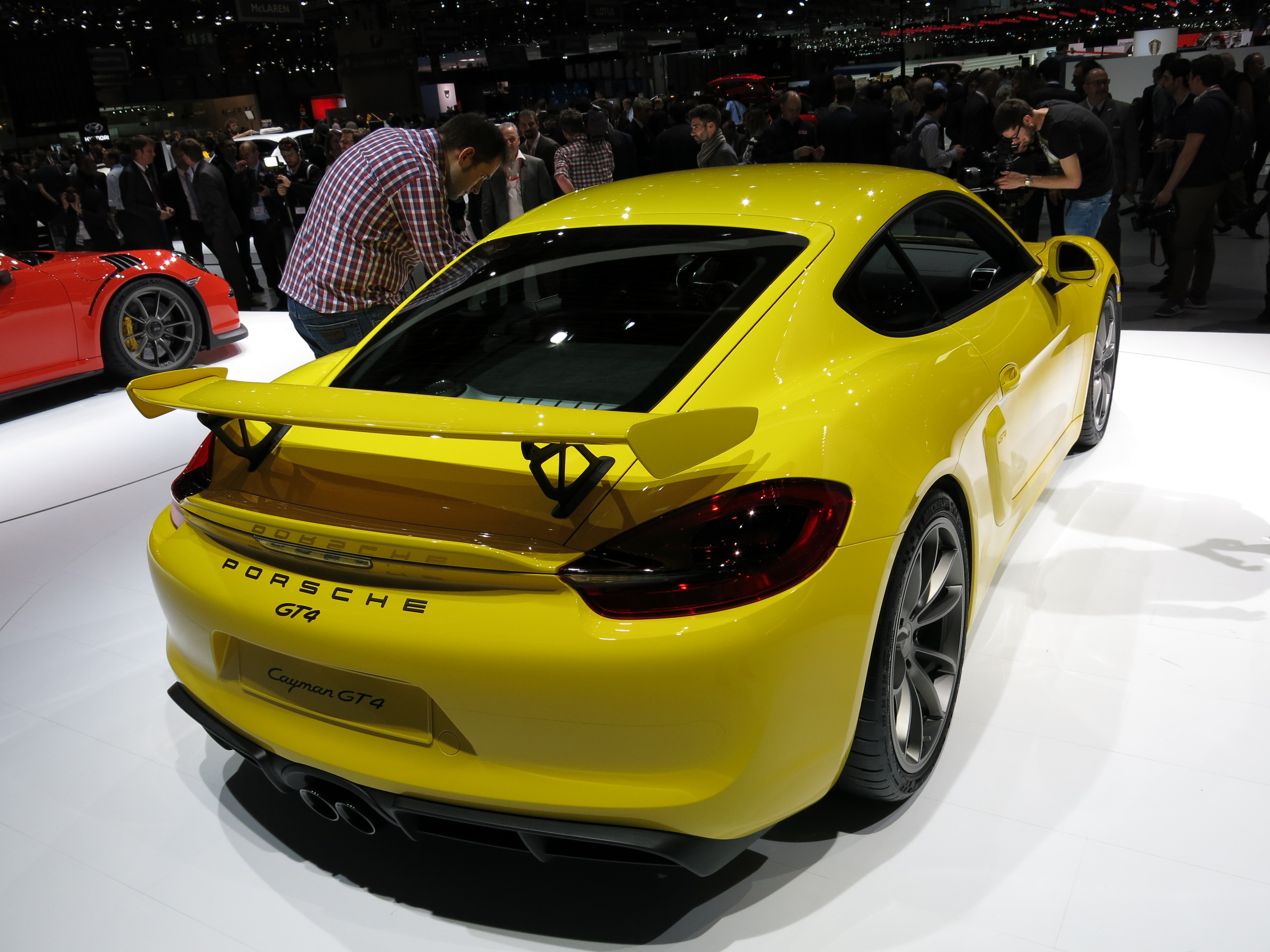
Parte trasera del Cayman GT4 con su alerón fijo

El Cayman GT4 era la versión más deportiva del Cayman, y el primer Cayman en tener una designación "GTx", generalmente reservada para el Porsche 911. Fue presentado en marzo de 2015 en el Salón del Automóvil de Ginebra, y se vendía en Francia por 88 310 €. Cuando se lanzó, solo estaba disponible con una caja de cambios manual de 6 velocidades, pero el fabricante indicó que la caja de cambios automatizada PDK se ofrecería al poco tiempo. En términos de diseño exterior y rendimiento, era muy similar a su "primo" convertible, el Boxster Spyder.
Disponía de un motor bóxer plano de seis cilindros de 3,8 L, que desarrollaba 385 CV a 7400 rpm. Disponía de un par motor máximo de 420 N·m entre 4750 y 6000 rpm. Con un peso de 1340 kg, su relación peso/potencia era de 3,48. Esto le permitía acelerar de 0 a 100 km/h en 4,4 s y de 0 a 200 km/h en 14,5 s, y alcanzar una velocidad máxima de 295 km/h.
El chasis del Cayman GT4 era adecuado para su uso en los circuitos, siendo 30 mm más bajo que el de los otros Cayman. La altura de la suspensión, su recorrido y los estabilizadores eran ajustables independientemente.
El GT4 puede ser reconocido por un parachoques delantero específico con grandes tomas de aire y un borde de alerón que abarca todo el ancho del parachoques. El flujo de aire que llega desde adelante se redirige a la abertura superior ubicada frente a la tapa del maletero. Un alerón trasero fijo está montado sobre soportes de aluminio, y una salida de escape central doble está enmarcada por dos difusores negros. Utilizaba de serie unas llantas de 20 pulgadas "GT4" en color platino.
El consumo mixto era de 10,3 L/100 km y las emisiones de CO2 eran de 238 g/km.

#### Cayman GT4 Clubsport

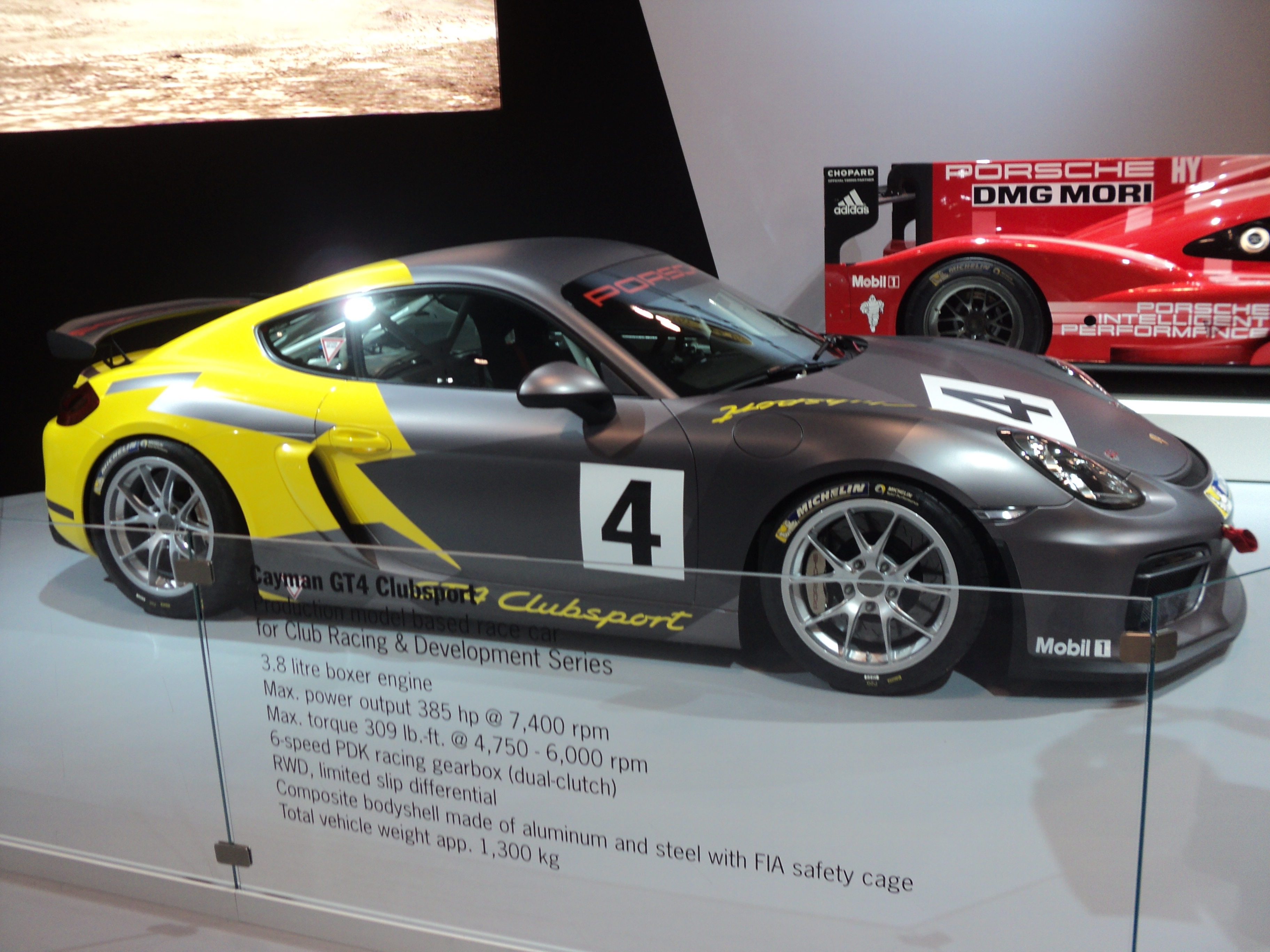
Porsche Cayman GT4

En {{noviembre de 2015, durante el Salón del Automóvil de Los Ángeles, Porsche presentó la versión de competición del GT4, llamada Cayman GT4 Clubsport, disponible desde enero de 2016. Es un coche de competición monoplaza destinado solo a las pistas de carreras, que no está aprobado para la carretera.
La mecánica era esencialmente la misma que la del GT4, con un motor de 3,8 L y 385 CV. Sin embargo, estaba equipado con una caja de cambios PDK con 6 marchas y controles en el volante, y el frenado estaba reforzado con discos de 380 mm de seis pistones en la parte delantera y cuatro en la parte trasera. Tomado del 911 GT3 Cup, su eje delantero tenía puntales aligerados que incorporaban los brazos de suspensión y las barras de dirección. El eje trasero con puntales reforzados provenía del Cayman GT4, pero utilizaba brazos de suspensión adaptados del 911 GT3 Cup.
En comparación con el GT4 estándar, la versión Clubsport pesaba 1300 kg en lugar de 1340 kg, lo que se consiguió eliminando la insonorización, al igual que las alfombras y el asiento del pasajero. Una barra antivuelco permitía rigidizar la carrocería, mientras que el piloto se instalaba en un asiento envolvente equipado con un cinturón de seguridad de seis puntos de anclaje.

### Cayman GX.R
Para la temporada 2013 del Grand-Am Rolex Sportcar Series North American Endurance Championship, Porsche lanzó un modelo de Cayman que cumplía con las regulaciones del campeonato GX, llamado Cayman GX.R. Su motor era el bóxer de 3.8 litros y 6 cilindros del Carrera GTS. Tres Cayman GX.R comenzaron las 24 Horas de Daytona, en particular los inscritos por BGB Motorsports y Napleton Racing.

### CaymanBlack Edition
La serie especial Black Edition se anunció en octubre de 2015 y estuvo disponible en Francia a un precio de 61 625 €. Estaba basado en el Cayman básico y no en el Cayman S como en la generación anterior, y era idéntico en términos de motor y de rendimiento.
Todas las unidades eran de color negro, con mejoras equipamiento estándar. Entre estos, los faros bi-xenón con la función "Porsche Dynamic Light System" (PDLS) o incluso las llantas "Carrera Classic" de 20 pulgadas. En el interior (también negro), los protectores de los umbrales de las puertas con la inscripción "Black Edition" eran un estándar, la insignia de Porsche en los reposacabezas, el volante "SportDesign", las alfombrillas, el control de crucero, la asistencia de estacionamiento delantero y trasero, el PCM ("Porsche Communication Management") con módulo de navegación GPS, y el paquete "Audio Plus". En términos de comodidad, los asientos disponían de calefacción y de aire acondicionado automático de doble zona.

### Cayman E-volution
En enero de 2016 en el Salón del Automóvil de París, se presentó un prototipo en desarrollo basado en el Cayman, una versión eléctrica llamada "Cayman E-volution". Incorporaba la solución técnica utilizada en el concepto Mission-E presentado en septiembre de 2015, en particular utilizaba una batería que funcionaba a 800 voltios. Su autonomía es de 500 km y su potencia de 500 CV combinando los dos motores eléctricos, uno en el eje delantero y el otro en el eje trasero. Después de una recarga rápida de 15 minutos, se disponía de una autonomía de 360 km.

## Tercera generación. Tipo 982 (2016-presente)
Con la nueva generación 982, la designación de marketing se cambió a "Porsche 718", un guiño al legado los Porsche que ganaron la carrera Targa Florio en 1959 y 1960. El nuevo 718 ha perdido dos cilindros con respecto a los modelos anteriores, al pasar de un motor plano 6 cilindros de aspiración natural a un motor plano de 4 cilindros turboalimentado. En esta línea, el nombre tiene el propósito de evocar una serie de carreras que ganó un automóvil ligero que superó a otros automóviles con motores más potentes.
La línea de tiempo del lanzamiento del 718 comenzó en 2016, con la disponibilidad del primer modelo programada para junio. Los modelos base 718 presentaban dos nuevos motores turboalimentados de 4 cilindros horizontalmente opuestos de 2,0 litros y de 2,5 litros de cilindrada con mayor par motor y potencia, junto con un menor consumo de combustible. El turbocompresor del modelo S utilizaba la tecnología de Geometría de Turbina Variable (VTG). En octubre de 2017 se anunciaron los modelos GTS con sus motores de 2,5 litros actualizados a 261 kW (354,9 CV; 350 HP). El Cayman podía acelerar de 0–97 km/h (60 mph) en 3,9 segundos.
En 2020, el modelo GTS recibió un nuevo motor, una versión ligeramente retocada del motor bóxer de seis cilindros y 4 litros de aspiración natural utilizado en el GT4. En los GTS el motor declara una potencia de 290 kW (394,3 CV; 388,9 HP) y un par motor de 420 N·m (309,8 lb·pie). Este modelo viene de serie con una caja de cambios manual de seis velocidades y un diferencial de deslizamiento limitado mecánico.
El exterior del 718 Cayman es muy similar al de la segunda generación. De hecho, es más una evolución que un rediseño. Los cambios más notables aparecen en la parte trasera del automóvil, que pasó a tener una larga franja negra que conecta las dos luces traseras. Los faros y el parachoques también se revisaron en gran medida. En los laterales, los espejos se modificaron, adoptando el tono de los espejos SportDesign del GT3.
El interior siguió siendo muy similar al del 981 Cayman y al de la generación 991.2 del Porsche 911. El cambio principal es el nuevo sistema de información PCM 4.0, que reemplaza al PCM 3.1. El volante dispone de un interruptor selector, de modo que incluye una selección de modos de conducción Sport y Sport Plus, lo que resulta en una respuesta más rápida del acelerador a costa de la eficiencia del consumo de combustible. En general, las características de diseño más destacadas del 981 Cayman se mantuvieron, incluidas las grandes tomas de aire en los laterales y la prominente pieza de aluminio horizontal utilizada para las tomas de aceite y de refrigerante en el maletero.
A pesar de la pérdida de dos cilindros, el 718 Cayman es mecánicamente superior al modelo 981; posee una mayor aceleración y una dirección mejorada, de acuerdo con los comentarios de Top Gear y de la revista Motor Trend. A pesar de la opinión de algunos comentaristas de que el nuevo motor "devalúa la experiencia", el 718 Cayman fue declarado como el segundo mejor automóvil para los conductores de Motor Trend en 2017, que elogió el manejo del automóvil y la respuesta del acelerador. Al entregar el premio, Miguel Cortina señaló: "La suspensión es justo lo que quieres sentir en un autonóvil como este: rígido, deportivo y resistente. Tienes una muy buena idea de lo que está sucediendo en la carretera".